# كيث ميتشيل (لاعب كرة قدم أمريكية)
كيث ميتشيل (بالإنجليزية: Keith Mitchell)‏ هو لاعب كرة قدم أمريكية أمريكي، ولد في 24 يوليو 1974 في غارلاند في الولايات المتحدة.

## وصلات خارجية
- كيث ميتشيل على موقع مرجع كرة القدم المحترفة.كوم (الإنجليزية)